# Gnomonia nervisequa
Gnomonia nervisequa är en svampart som först beskrevs av Carl (Karl) Friedrich Wilhelm Wallroth, och fick sitt nu gällande namn av Karl Wilhelm Gottlieb Leopold Fuckel 1870. Gnomonia nervisequa ingår i släktet Gnomonia och familjen Gnomoniaceae.   Inga underarter finns listade i Catalogue of Life.